# IC 4328
IC 4328 ist eine Spiralgalaxie vom Hubble-Typ Sab im Sternbild Hydra südlich des Himmelsäquators. Sie ist schätzungsweise 181 Millionen Lichtjahre von der Milchstraße entfernt.
Das Objekt wurde am 4. Mai 1904 von dem US-amerikanischen Astronomen Royal Harwood Frost entdeckt.